# En stad uppe på ett berg
"En stad uppe på ett berg" är en fras från parabeln om salt och ljus i Jesu bergspredikan. Den återges i Bibeln i Matteusevangeliet 5:14 där Jesus säger till sina åhörare "I ären världens ljus. Icke kan en stad döljas, som ligger uppe på ett berg?".
Parabeln "City upon a Hill" användes av puritanen John Winthrop den äldres tal "A Model of Christian Charity" som han levererade 1630 antingen ombord skeppet Arbella med destination Massachusetts Bay, Boston, eller vid Holyrood Church i Southampton innan den första gruppen kolonister steg ombord på skeppet.
Winthrops referens förblev obskyr tills historiker och politiska ledare under Kalla kriget åter gjorde den relevant och menade att Winthrops text är det grundläggande dokumentet för iden om amerikansk exceptionalism. Den har därefter använts både inom amerikansk och australiensisk politik.